# Raymond Delisle
Raymond Delisle (Ancteville, 11 de marzo de 1943 - Hébécrevon, 11 de agosto de 2013) fue un ciclista francés, profesional entre 1965 y 1977, cuyos mayores éxitos deportivos los logró en el Tour de Francia donde obtuvo dos victorias de etapa y en la Vuelta a España donde logró una victoria de etapa. 

## Palmarés
| 1963 - 1 etapa de la Ruta de Francia 1969 - 1 etapa en el Tour de Francia - Campeón de Francia de ciclismo en ruta - Gran Premio de Antibes - Trofeo de los Escaladores 1970 - 1 etapa en la Dauphiné Libéré 1972 - 1 etapa en el Tour de Romandía - 1 etapa de la Semana Catalana 1973 - 1 etapa de la Semana Catalana | 1974 - 1 etapa en la Vuelta a España 1975 - 2 etapas en la París-Niza - Tour de Haut-Var - Génova-Niza 1976 - 1 etapa en el Tour de Francia y Premio de la Combatividad 1977 - Trofeo de los Escaladores |